# Kelloggia galioides
Kelloggia galioides là một loài thực vật có hoa trong họ Thiến thảo. Loài này được Torr. mô tả khoa học đầu tiên năm 1874.